# 손가락 이진법

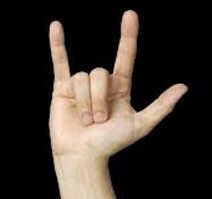
손가락 이진법으로 19: 새끼손가락이 16이고, 집게손가락의 2와 엄지손가락의 1을 더한다.

손가락 이진법 또는 핑거 바이너리(finger binary)는 한 손 또는 양손의 손가락을 사용하여 이진수를 세고 표시하는 시스템이다. 각 손가락은 하나의 이진 숫자 또는 비트를 나타낸다. 이를 통해 한 손으로 0부터 31까지, 양손으로는 1023까지 셀 수 있다. 즉, 각각 25−1 또는 210−1까지 가능하다.
최신 컴퓨터는 일반적으로 값을 8-비트 바이트의 정수 형태로 저장하므로, 양손 손가락은 함께 1¼바이트의 저장 공간에 해당한다. 이는 열 손가락으로 10까지 세는 경우의 절반 미만에 비하면 대조적이다.

## 방식
이진수 체계에서 각 숫자 자리는 두 가지 가능한 상태(0 또는 1)를 가지며, 각 연속적인 숫자는 증가하는 2의 거듭제곱을 나타낸다.
참고: 다음은 손가락에 값 1, 2, 4, 8, 16 등을 할당하는 여러 가능한 방식 중 하나이며, 반드시 최선은 아니다. (아래 그림 참조): 가장 오른쪽 숫자는 2의 0제곱을 나타낸다(즉, "1의 자리"이다). 그 왼쪽의 숫자는 2의 1제곱("2의 자리")을 나타내고, 그 왼쪽의 다음 숫자는 2의 2제곱("4의 자리")을 나타내는 식이다. (십진법은 본질적으로 동일하며, 10의 거듭제곱("1의 자리", "10의 자리", "100의 자리" 등)을 사용한다.)
신체적 손가락을 사용하여 숫자를 나타낼 수 있는데, 손가락을 올리면 이진 숫자의 "1" 상태를 나타내고 손가락을 내리면 "0" 상태를 나타낸다. 각 연속적인 손가락은 2의 더 높은 거듭제곱을 나타낸다.
수를 세는 사람을 향해 손바닥을 펼쳤을 때, 오른손만 사용하는 경우의 값은 다음과 같다:
|              | 새끼 | 약지 | 중지 | 검지 | 엄지 |
| ------------ | ---- | ---- | ---- | ---- | ---- |
| 2의 거듭제곱 | 24   | 23   | 2    | 21   | 20   |
| 값           | 16   | 8    | 4    | 2    | 1    |

왼손만 사용하는 경우:
|              | 엄지 | 검지 | 중지 | 약지 | 새끼 |
| ------------ | ---- | ---- | ---- | ---- | ---- |
| 2의 거듭제곱 | 24   | 23   | 2    | 21   | 20   |
| 값           | 16   | 8    | 4    | 2    | 1    |

양손을 사용하는 경우:
|              | 왼손 | 왼손 | 왼손 | 왼손 | 왼손 | 오른손 | 오른손 | 오른손 | 오른손 | 오른손 |
| 엄지         | 검지 | 중지 | 약지 | 새끼 | 새끼 | 약지   | 중지   | 검지   | 엄지   |        |
| ------------ | ---- | ---- | ---- | ---- | ---- | ------ | ------ | ------ | ------ | ------ |
| 2의 거듭제곱 | 29   | 28   | 27   | 26   | 25   | 24     | 23     | 2      | 21     | 20     |
| 값           | 512  | 256  | 128  | 64   | 32   | 16     | 8      | 4      | 2      | 1      |

그리고, 번갈아 가며, 수를 세는 사람의 반대 방향으로 손바닥을 펼쳤을 때:
|              | 왼손 | 왼손 | 왼손 | 왼손 | 왼손 | 오른손 | 오른손 | 오른손 | 오른손 | 오른손 |
| 새끼         | 약지 | 중지 | 검지 | 엄지 | 엄지 | 검지   | 중지   | 약지   | 새끼   |        |
| ------------ | ---- | ---- | ---- | ---- | ---- | ------ | ------ | ------ | ------ | ------ |
| 2의 거듭제곱 | 29   | 28   | 27   | 26   | 25   | 24     | 23     | 2      | 21     | 20     |
| 값           | 512  | 256  | 128  | 64   | 32   | 16     | 8      | 4      | 2      | 1      |

각각의 올린 손가락 값들을 모두 더하여 총 숫자를 구한다. 한 손 버전에서는 모든 손가락을 올리면 31 (16 + 8 + 4 + 2 + 1)이 되고, 모든 손가락을 내리면 (주먹) 0이 된다. 양손 시스템에서는 모든 손가락을 올리면 1,023 (512 + 256 + 128 + 64 + 32 + 16 + 8 + 4 + 2 + 1)이 되고, 두 주먹 (손가락을 올리지 않음)은 0을 나타낸다.
각 손이 0에서 31 사이의 독립적인 숫자를 나타내게 할 수도 있다. 이는 월과 일, X-Y 좌표, 또는 탁구나 야구와 같은 스포츠 점수 등 다양한 유형의 짝을 이루는 숫자를 나타내는 데 사용될 수 있다. 시간을 시와 분으로 나타내는 것은 10개의 손가락을 사용하여 가능하며, 시는 4개의 손가락(0-23)을 사용하고 분은 6개의 손가락(0-59)을 사용한다.

### 예시

#### 오른손

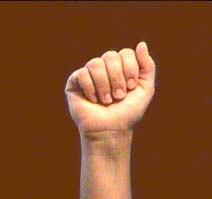
0 = 공합
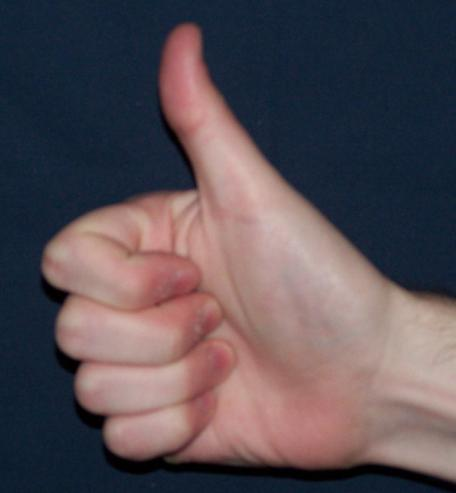
1 = 1
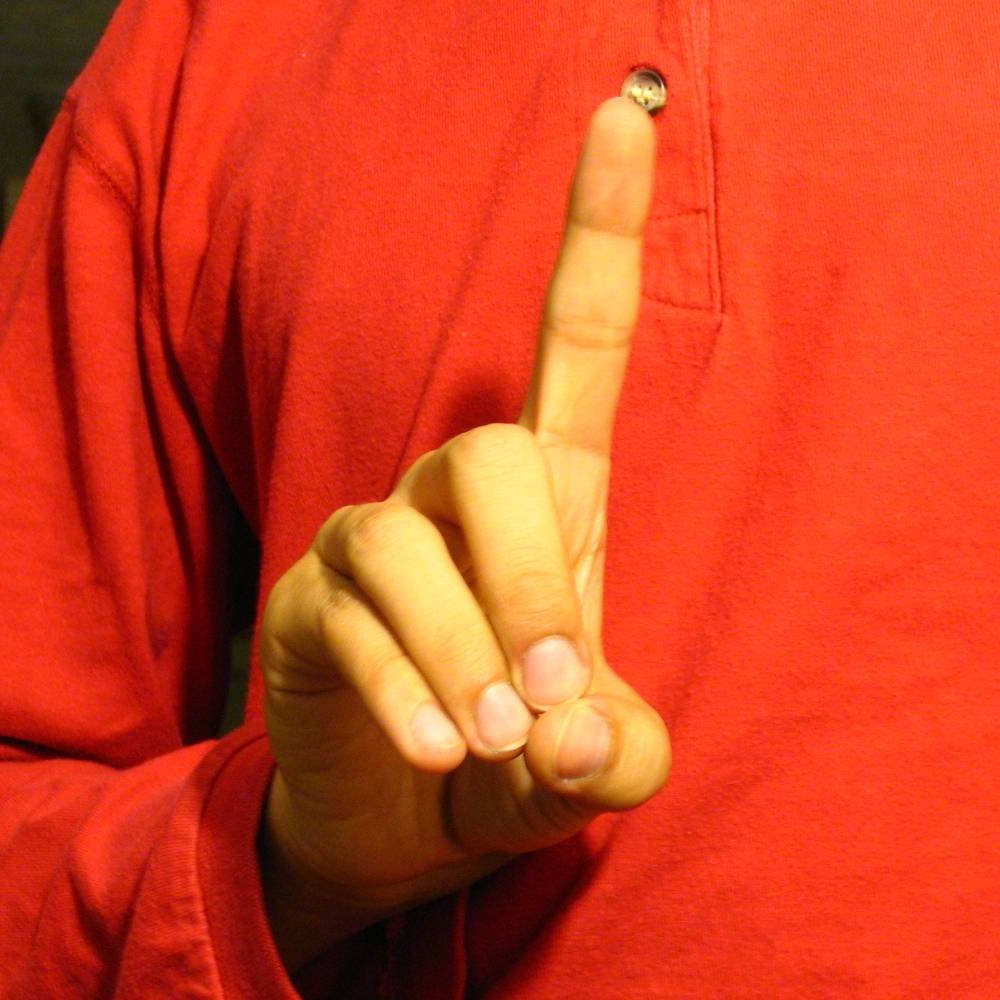
2 = 2
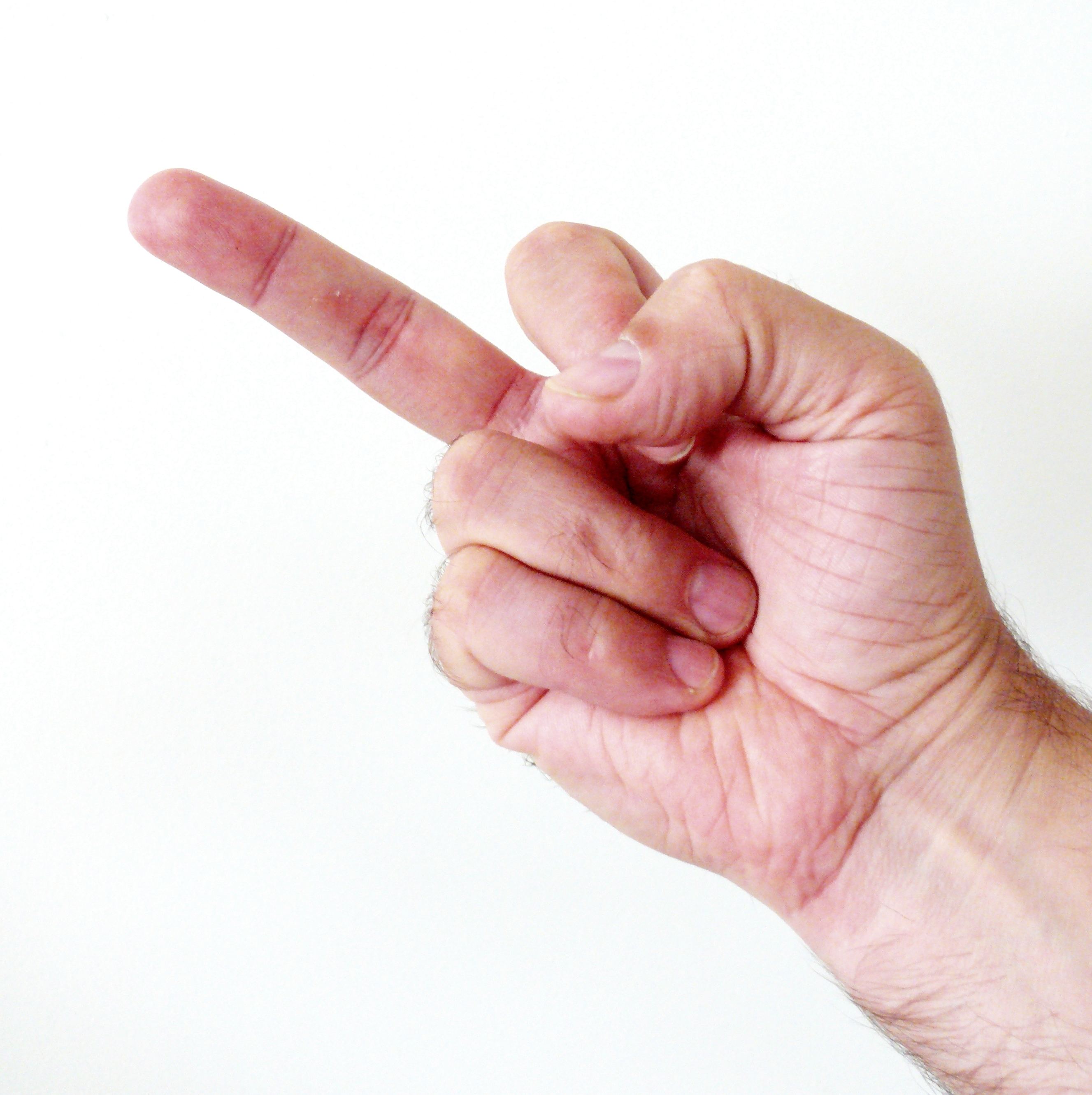
4 = 4
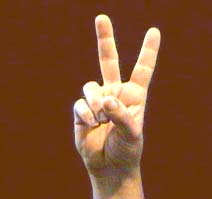
6 = 4 + 2
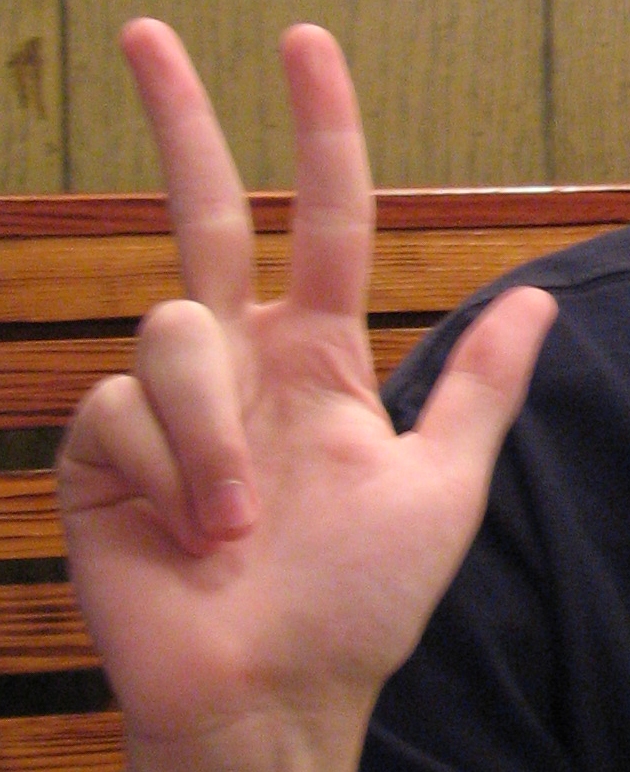
7 = 4 + 2 + 1
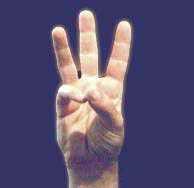
14 = 8 + 4 + 2
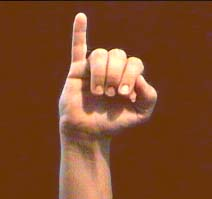
16 = 16
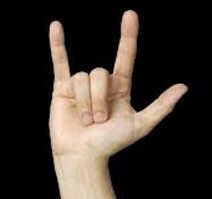
19 = 16 + 2 + 1
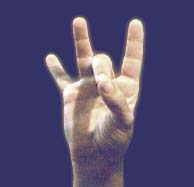
26 = 16 + 8 + 2
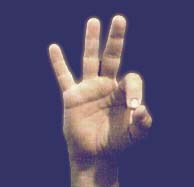
28 = 16 + 8 + 4
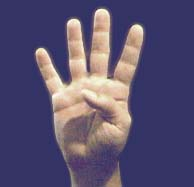
30 = 16 + 8 + 4 + 2
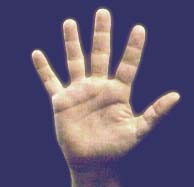
31 = 16 + 8 + 4 + 2 + 1

#### 왼손
오른손과 함께 사용하는 경우.

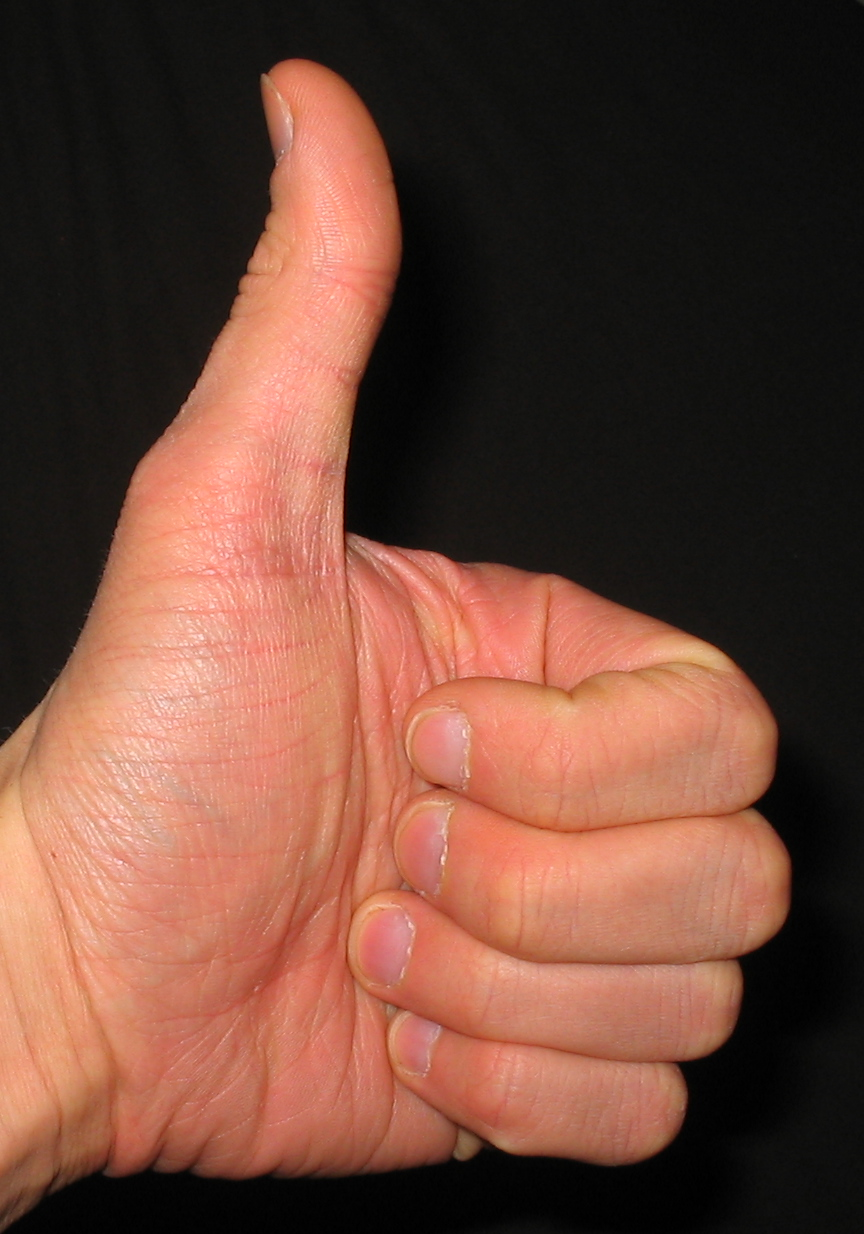
512 = 512
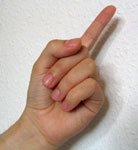
256 = 256
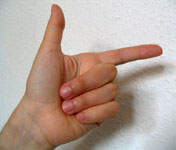
768 = 512 + 256
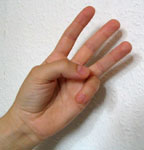
448 = 256 + 128 + 64
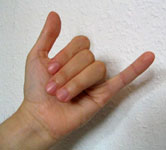
544 = 512 + 32
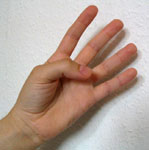
480 = 256 + 128 + 64 + 32
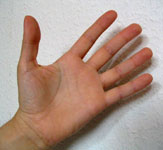
992 = 512 + 256 + 128 + 64 + 32

## 음수 및 비정수
분수와 음수가 이진수로 표현될 수 있는 것처럼, 손가락 이진수로도 표현될 수 있다.

### 음수
음수를 나타내는 것은 매우 간단하며, 가장 왼쪽 손가락을 부호 비트로 사용한다: 올리면 부호와 크기 시스템에서 음수를 의미한다. 양손을 사용하여 −511부터 +511까지 나타낼 수 있다. 이 시스템에서는 양의 0과 음의 0이 모두 표현될 수 있다.
손바닥을 위로/아래로 향하게 하거나 손가락을 위로/아래로 향하게 하는 것이 양수/음수를 나타내는 규칙이 정해진다면, 양수와 음수 모두에서 210 −1을 유지할 수 있다(양의 0과 음의 0이 여전히 표현되는 상황에서 −1,023부터 +1023까지).

### 분수

#### 2진 분수
각 손가락이 2의 분수 거듭제곱({\displaystyle {\tfrac {1}{2^{x}}}})을 나타내도록 하여 분수를 이진 형식으로 내장하여 저장할 수 있다. (이를 2진 분수라고 한다.)
왼손만 사용하는 경우:
|    | 새끼 | 약지 | 중지 | 검지 | 엄지 |
| -- | ---- | ---- | ---- | ---- | ---- |
| 값 | 1/2  | 1/4  | 1/8  | 1/16 | 1/32 |

양손을 사용하는 경우:
| 왼손 | 왼손 | 왼손 | 왼손 | 왼손 | 오른손 | 오른손 | 오른손 | 오른손 | 오른손 |
| 새끼 | 약지 | 중지 | 검지 | 엄지 | 엄지   | 검지   | 중지   | 약지   | 새끼   |
| ---- | ---- | ---- | ---- | ---- | ------ | ------ | ------ | ------ | ------ |
| 1/2  | 1/4  | 1/8  | 1/16 | 1/32 | 1/64   | 1/128  | 1/256  | 1/512  | 1/1024 |

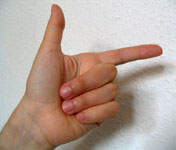
분수 손가락 이진법으로 3/4

총계는 일반적인 (분수가 아닌) 손가락 이진법과 동일한 방식으로 모든 값을 더한 다음, 사용 중인 가장 큰 분수 거듭제곱(한 손 분수 이진법의 경우 32, 양손의 경우 1024)으로 나누고 필요에 따라 분수를 간단히 하여 계산한다.
예를 들어, 왼손 엄지와 검지 손가락을 올리고 오른손은 손가락을 올리지 않으면 (512 + 256)/1024 = 768/1024 = 3/4가 된다. 한 손만 사용하는 경우(왼손 또는 오른손)에도 (16 + 8)/32 = 24/32 = 3/4가 된다.
간단화 과정은 비트 시프트 연산을 수행함으로써 크게 단순화될 수 있다. 가장 오른쪽에 있는 올린 손가락의 오른쪽에 있는 모든 숫자(즉, 모든 후행 0)는 버려지고, 가장 오른쪽에 있는 올린 손가락은 1의 자리로 취급된다. 숫자들은 이제 시프트된 값을 사용하여 함께 더해져 분자를 결정하고, 가장 오른쪽에 있는 손가락의 원래 값이 분모를 결정하는 데 사용된다.
예를 들어, 왼손의 엄지와 검지만이 올린 숫자인 경우, 가장 오른쪽에 있는 올린 손가락(검지)은 "1"이 된다. 그 바로 왼쪽에 있는 엄지는 이제 2의 자리이다. 이 둘을 합하면 3이 된다. 검지의 원래 값(1/4)이 분모를 결정한다. 결과는 3/4이다.

#### 유리수
결합된 정수와 분수 값(즉, 유리수)은 두 손가락 사이에 소수점을 설정함으로써 표현될 수 있다(예를 들어, 왼쪽 새끼손가락과 오른쪽 새끼손가락 사이). 소수점 왼쪽에 있는 모든 숫자는 정수이고, 오른쪽에 있는 숫자는 분수이다.

### 십진 분수와 상용 분수
위에서 설명한 2진 분수는 십진수를 기반으로 하는 사회에서는 사용이 제한적이다. 1/3과 같은 간단한 비이진 분수는 341/1024(0.3330078125)로 근사될 수 있지만, 2진 분수와 십진 (0.333) 또는 상용 (1/3) 형식 간의 변환은 복잡하다.
대신, 십진 또는 상용 분수는 손가락 이진법으로 본래적으로 표현될 수 있다. 십진 분수는 일반적인 정수 이진법을 사용하여 결과를 10, 100, 1000 또는 다른 10의 거듭제곱으로 나눔으로써 표현될 수 있다. 0에서 102.3, 10.23, 1.023 등 사이의 숫자는 0.1, 0.01, 0.001 등의 증분으로 이런 방식으로 표현될 수 있다.
상용 분수는 한 손으로 분자를, 다른 손으로 분모를 나타냄으로써 표현될 수 있다. 이 방식으로는 1/31에서 31/1까지 (그리고 0도 포함) 다양한 범위의 유리수를 나타낼 수 있다.

## 손가락 삼진법
이론적으로는 손가락의 다른 위치를 사용하여 두 가지 이상의 상태(0과 1)를 나타내는 것이 가능하다. 예를 들어, 삼진법 (기수 3)은 완전히 올린 손가락이 2를, 완전히 내린 손가락이 0을, 그리고 "구부린" (절반 내린) 손가락이 1을 나타내도록 하여 사용할 수 있다. 이렇게 하면 한 손으로 242 (35−1)까지, 양손으로는 59,048 (310−1)까지 셀 수 있다. 그러나 실제로는 많은 사람들이 두 가지 이상의 뚜렷한 위치에서 모든 손가락을 독립적으로 (특히 가운뎃손가락과 약손가락을) 잡기 어렵다고 느낄 것이다.

## 같이 보기
- 지산법